# Целинное (Туркестанская область)
Целинное (каз. Целинное) — село в Шардаринском районе Туркестанской области Казахстана. Административный центр Целинного сельского округа. Код КАТО — 516455100.

## Население
В 1999 году население села составляло 3160 человек (1597 мужчин и 1563 женщины). По данным переписи 2009 года, в селе проживал 3851 человек (1955 мужчин и 1896 женщин).